# SN 2007hd
SN 2007hd – supernowa typu Ia odkryta 22 sierpnia 2007 roku w galaktyce A030856-1116. W momencie odkrycia miała maksymalną jasność 18,90m.